# Botanophila betarum
Botanophila betarum este o specie de muște din genul Botanophila, familia Anthomyiidae. A fost descrisă pentru prima dată de Joseph Albert Lintner în anul 1883. Conform Catalogue of Life specia Botanophila betarum nu are subspecii cunoscute.